# Символографія
Символографія  — наука про символічні знаки та їх використання у геральдиці, печатках, народному орнаменті, монетах та ін. Крім того символографія знаходить об'єктивні взаємозв'язки між інформаціями, образотворчими засобами, символами різних видів і психічними началами людини. Символографія, як і геральдика, користується спорідненими із нею науками: археологією, нумізматикою, сфрагістикою (наука про печатки), та ін. 